# 六壯士 (1961年電影)
《六壯士》（英語：The Guns of Navarone）是一部1961年動作冒险戰爭片，由J·李·汤普森（J. Lee Thompson）执导，卡尔·福尔曼（Carl Foreman）编剧，改编自阿利斯泰尔·麦克林1957年的同名小说。福尔曼同时担任本片制片人。影片主演有格里高利·派克、大衛·尼文和安東尼·奎恩，同时还有斯坦利·贝克（Stanley Baker）、安东尼·奎尔（Anthony Quayle）、艾琳·帕帕斯、吉娅·斯卡拉（Gia Scala）、李察·哈里斯和詹姆斯·达伦（James Darren）等人。原书与电影讲述了相同的故事情节：一支盟軍突击队试图摧毁一座看似坚不可摧的德国堡垒，這座堡垒威胁着爱琴海上的盟军海军舰队。

## 劇情

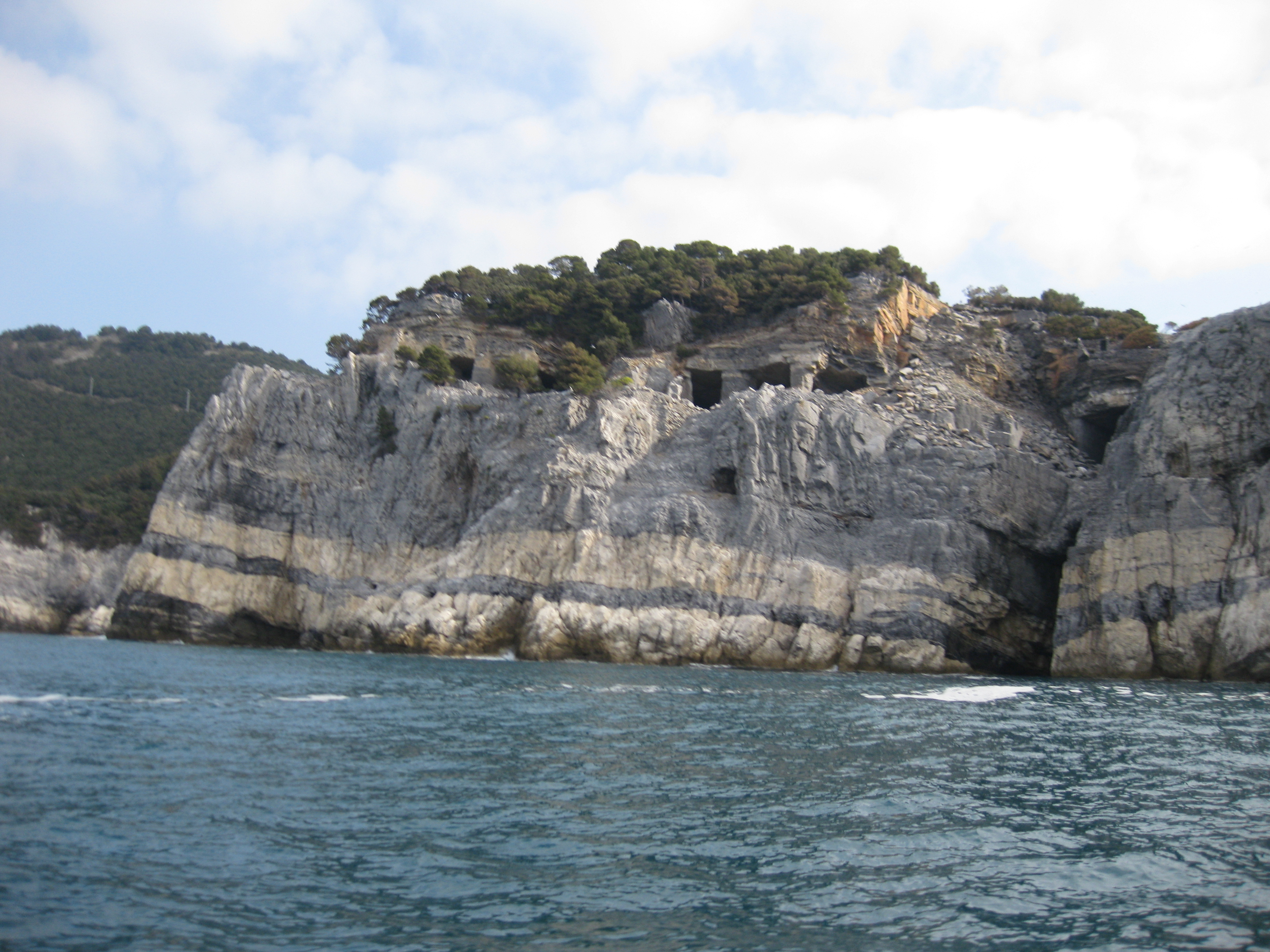
纳瓦隆岛的悬崖，電影中大炮阵地的洞口其實是義大利西海岸帕尔马里亚岛的大理石採石場

1943年，轴心国计划进攻凱羅斯島，岛上滞留着2,000名英国士兵。轴心国希望借此展示军事力量，说服中立的土耳其加入他们的阵营。然而，由于（虚构的）纳瓦隆岛上的两门大型雷达导向炮台，英國皇家海軍的营救行动受到阻碍。空袭失败后，盟军情报部门组建了一支突击队，潜入纳瓦隆摧毁大炮。队伍由罗伊·富兰克林少校领导，成员有：基思·马洛里上尉，间谍，隶属于長距離沙漠群；安德烈亚·斯塔夫罗斯上校，希腊陆军军官；约翰·安东尼·米勒下士，富兰克林的好友，爆破专家，化学教授；斯派罗斯·帕帕迪莫斯，希腊裔美国人，纳瓦隆本地人；“巴塞罗那屠夫”布朗，工程师兼格斗专家。
他们伪装成希腊渔民，乘坐一艘破旧的渔船穿越爱琴海，成功击败了一艘德国巡逻艇的船员。途中，马洛里向富兰克林透露，斯塔夫罗斯曾发誓战后要杀死他，因为马洛里曾无意间导致斯塔夫罗斯的妻儿丧生。他们在纳瓦隆岛海岸遭遇船难，马洛里带领队伍攀登悬崖，而富兰克林在途中受伤。为了阻止富兰克林自杀，马洛里谎称任务已被取消，改为两栖进攻。随后，他们与当地抵抗组织接头：斯派罗斯的姐姐玛丽亚和她的朋友安娜，后者曾被德国人折磨后逃脱。
衆人试图寻找医生治療富兰克林腿上的坏疽，却被德军俘虏。斯塔夫罗斯巧妙分散注意力，使队伍成功反击并换上德军制服逃脱，但他们不得不留下富兰克林接受治疗。富兰克林被德军注射了東莨菪鹼，泄露了马洛里编造的假情报，导致德军将主力撤离要塞，以应对虚假的沿海攻击。在纳瓦隆村，米勒发现炸药被破坏，推测安娜是叛徒。安娜承认自己因被德军释放而成为间谍。马洛里准备处决她，但玛丽亚抢先一步开枪杀死安娜。
马洛里和米勒前往大炮阵地安装炸药，斯塔夫罗斯和斯派罗斯在村里制造混乱，玛丽亚和布朗则偷船准备撤退。斯派罗斯在与德军军官交战时中弹身亡，布朗在偷船时被刺伤。马洛里和米勒成功安置炸药，并在弹药提升机的轨道上设置了一个陷阱。德军进入炮台后拆除了炸药，但未能发现隐藏的陷阱。与此同时，马洛里和米勒攀下悬崖，同玛丽亚和布朗接应。受伤的斯塔夫罗斯最终被马洛里救上船，两人化解了宿怨。
随着英军驱逐舰抵达营救被困英军，德军炮台开火。就在此时，提升机运行至陷阱位置，触发隐藏炸药，引发大规模爆炸，摧毁了大炮和整个堡垒。马洛里的队伍顺利与英军会合。斯塔夫罗斯因爱上玛丽亚而决定留在纳瓦隆岛。马洛里和米勒站在军舰上，默默注视着任务成功后的残骸。

## 演員
- 格里高利·派克 饰 基思·马洛里
- 大衛·尼文 饰 约翰·安东尼·米勒
- 安東尼·奎恩 饰 安德烈亚·斯塔夫罗斯
- 斯坦利·贝克（Stanley Baker） 饰 凯西·“屠夫”·布朗
- 安东尼·奎尔（Anthony Quayle） 饰 罗伊·富兰克林
- 詹姆斯·达伦（James Darren） 饰 斯派罗斯·帕帕迪莫斯
- 艾琳·帕帕斯 饰 玛丽亚·帕帕迪莫斯
- 吉娅·斯卡拉（Gia Scala） 饰 安娜
- 詹姆斯·罗伯森·贾斯蒂斯（James Robertson Justice） 饰 詹森（以及片头旁白）
- 李察·哈里斯 饰 巴恩斯比
- 阿尔伯特·利文（Albert Lieven） 饰 指挥官
- 布莱恩·福布斯（Bryan Forbes） 饰 科恩
- 艾倫·卡特伯森（Allan Cuthbertson） 饰 贝克
- 華特·戈泰 饰 米泽尔
- 诺曼·伍兰德（Norman Wooland） 饰 上校
- 迈克尔·特鲁布肖（Michael Trubshawe） 饰 韦弗
- 珀西·赫伯特（Percy Herbert） 饰 格罗根
- 乔治·米克尔（George Mikell） 饰 塞斯勒
- 图特·莱姆科（Tutte Lemkow） 饰 尼古拉
- 克莱奥·斯库卢迪（Cleo Scouloudi） 饰 新娘
- 克里斯托弗·罗兹（Christopher Rhodes） 饰 德军炮兵军官

彼得·格兰特（後來的雏鸟乐队、齐柏林飞船和Bad Company的音樂經理人）扮演一名英國突擊隊員，未署名。